# David Wilkie (simmare)
David Wilkie, född 8 mars 1954 i Colombo, Sri Lanka, död 22 maj 2024, var en brittisk (skotsk) simmare och olympisk guldmedaljör från OS 1976. Han deltog även vid OS 1972 och hade totalt tre OS-medaljer och fem VM-medaljer på meritlistan.

### Fotnoter
1. ↑  https://www.bbc.co.uk/sport/swimming/articles/c3ggndekv8lo (engelska)
2. ↑  ”David Wilkie Bio, Stats, and Results - Olympics at Sports.reference.com”. sportsreference.com. Sportsreference. Arkiverad från originalet den 12 september 2015. https://web.archive.org/web/20150912114922/http://www.sports-reference.com/olympics/athletes/wi/david-wilkie-1.html. Läst 9 september 2015.
3. ↑  HistoFINA - SWIMMING MEDALLISTS AND STATISTICS AT FINA WORLD CHAMPIONSHIPS (50M) Arkiverad 24 augusti 2015 hämtat från the Wayback Machine. (engelska)